# Alexander von Dörnberg
Alexander Freiherr von Dörnberg zu Hausen, född 17 mars 1901 i Darmstadt, död 7 augusti 1983 i Oberaula-Hausen, var en tysk promoverad jurist, diplomat och SS-officer. 

## Biografi
von Dörnberg studerade rättsvetenskap vid universiteten i Heidelberg, Bonn, München, Marburg och Frankfurt am Main och promoverades till juris doktor 1925.
År 1937 var von Dörnberg legationssekreterare vid den tyska ambassaden i London och lärde där känna den tyske ambassadören Joachim von Ribbentrop. Han bistod Ribbentrop vid Münchenkonferensen 1938 och vid undertecknandet av Molotov–Ribbentrop-pakten den 23 augusti 1939. Under andra världskriget var von Dörnberg chef för protokollavdelningen vid Auswärtiges Amt; han efterträdde Vicco von Bülow-Schwante på denna befattning.

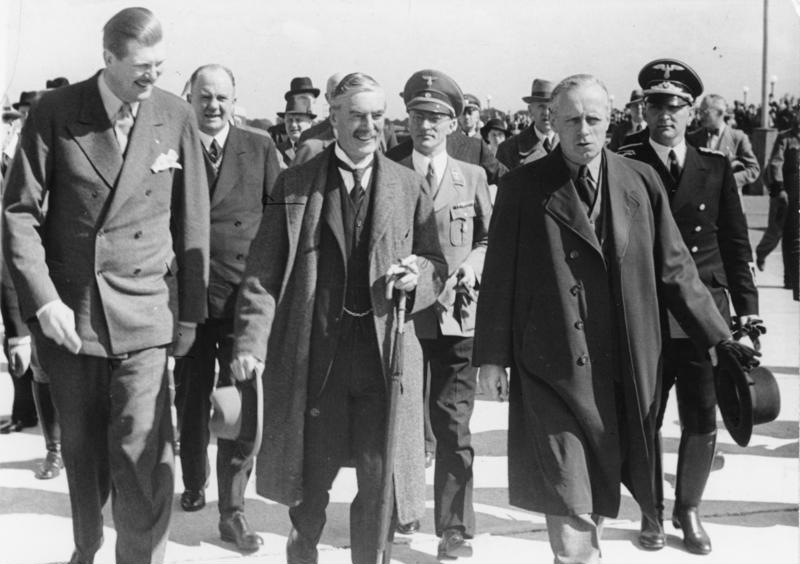
Alexander von Dörnberg, Neville Chamberlain och Joachim von Ribbentrop på flygplatsen Oberwiesenfeld i München i september 1938.